# Ophiostoma roraimense
Ophiostoma roraimense är en svampart som beskrevs av Samuels & E. Müll. 1979. Ophiostoma roraimense ingår i släktet Ophiostoma och familjen Ophiostomataceae.   Inga underarter finns listade i Catalogue of Life.